# Флеминг, Джон Маркус
Джон Ма́ркус Фле́минг (англ. John Marcus Fleming) (1911 — 3 февраля 1976) — английский экономист и государственный служащий. Работал заместителем директора научно-исследовательского отдела Международного валютного фонда задолго до того, как в МВФ начал работать Роберт Манделл — будущий лауреат Нобелевской премии по экономике.
Основная научная работа: «Внутренняя финансовая политика в условиях фиксированного и плавающего валютных курсов» (англ. Domestic Financial Policies under Fixed and under Floating Exchange Rates) была опубликована в сборнике работ сотрудников МВФ за 1962 год.
Примерно в одно и то же время Манделл и Флеминг опубликовали аналогичные исследования о стабилизационной политике в открытых экономиках. Эти работы стали теоретической основой неолиберализма. Современные учебники используют название «модель Манделла — Флеминга» для идеальной модели открытой экономики нескольких малых стран. Хотя по глубине, широте и силе анализа вклад Манделла представляется более значительным.